# Begraafplaats van Viel-Arcy
De Begraafplaats van Viel-Arcy is een gemeentelijke begraafplaats in het Franse dorp Viel-Arcy (departement Aisne). Ze ligt 320 m ten zuiden van het dorpscentrum langs de weg naar Braine. De begraafplaats ligt op een hellend terrein en heeft een bijna vierkante vorm. Ze is omgeven door een ruwe stenen muur waarin de toegang met een dubbel hek in een boogvormige instulping is geplaatst.

## Brits oorlogsgraf
Op de begraafplaats ligt het graf van Charles Dalton, een Britse luitenant-kolonel bij het Royal Army Medical Corps. Hij was 48 jaar toen hij sneuvelde op 18 september 1914. Zijn graf wordt onderhouden door de Commonwealth War Graves Commission en is daar geregistreerd onder Vieil-Arcy Communal Cemetery.